# Park Yeon-mi
Park Yeon-mi (o Yeonmi Park; Hyesan, 4 de octubre de 1993) es una defensora de los derechos humanos norcoreana. Huyó de Corea del Norte natal a China en 2007, asentándose en Corea del Sur en 2009. Proviene de una familia culta y unida, que se vio envuelta en el mercado negro durante el colapso económico de Corea del Norte en la década de 1990. Tras ser su padre enviado a un campo de trabajos forzado, su familia sufrió de inanición. Huyeron a China, donde Yeonmi y su madre cayeron en manos de unos traficantes de personas antes de huir a Mongolia. Actualmente ella es una defensora de las víctimas de tráfico y trabaja para promover los derechos humanos en Corea del Norte y en todo el mundo. 
Park cobró importancia mundial después de dar un discurso en una Conferencia de la organización One Young World en 2014 en Dublín, Irlanda — una cumbre anual que reúne a jóvenes de todo el mundo para manifestar soluciones a los problemas mundiales. Su discurso, acerca de su experiencia huyendo de Corea del Norte, recibió más de 2 millones de visualizaciones en YouTube. Su autobiografía In Order to Live: A North Korean Girl's Journey to Freedom fue publicada en septiembre de 2015.
Sin embargo, la veracidad del testimonio de Park Yeon-mi es cuestionada por varios especialistas y también por desertores norcoreanos.

## Reseña biográfica

### Nacimiento e infancia
Park nació el 4 de octubre de 1993 en Hyesan, Ryanggang, Corea del Norte. Su padre fue un funcionario en el Ayuntamiento de Hyesan como miembro del consejo del Partido del Trabajo de Corea, y su madre una enfermera del Ejército Popular de Corea. Más adelante su padre creó una red de contrabando de metal en la capital, Pionyang, donde pasó la mayor parte del año mientras su esposa e hijas permanecían en Hyesan. Su familia era rica, en comparación con una familia norcoreana común, durante la mayor parte de su infancia, aunque posteriormente comenzaron los problemas económicos cuando su padre fue encarcelado por participar en un negocio ilegal. Park tiene una hermana mayor llamada Eunmi.

### Huida de Corea del Norte
El padre de Park fue arrestado por contrabando ilegal y sometido a trabajos forzados. Su punto de vista acerca de la Dinastía Kim cambió cuando vio un DVD importado ilegalmente de la película Titanic, que le hizo darse cuenta de la naturaleza opresiva del gobierno de Corea del Norte. Park afirma que la película le enseñó el verdadero significado del amor y le dio "un toque de libertad".
Cuando se reunió con su familia, el padre de Park les instó a planificar su huida a China. Por desgracia, su hermana mayor Eunmi se marchó antes a China sin avisarles. Park y su familia escaparon de Corea del Norte al viajar a través de China con la ayuda de los contrabandistas que traficaban con norcoreanos en China. Misioneros cristianos chinos y coreanos les ayudaron a trasladarse a Mongolia, y diplomáticos surcoreanos les facilitaron la transición de la familia en Seúl. Después de este angustioso viaje, que concluyó en 2007, Park se convirtió en una defensora de los derechos humanos en Corea del Norte.

#### China
Park y su familia huyeron de Corea del Norte cruzando la frontera hacia China. La noche del 30 de marzo de 2007, con la ayuda de traficantes de personas, Park y su madre cruzaron un río helado y tres montañas en la frontera con China. El padre de Park enfermó y se quedó en Corea del Norte, pensando que su enfermedad remitiría. Después de cruzar la frontera China, Park y su madre pusieron rumbo a la provincia china de Jilin. Intentaron sin éxito encontrar a la hermana de Park, Eunmi, preguntando a los traficantes sobre su paradero. Yeonmi y su madre asumieron que Eunmi había muerto.
Uno de los traficantes chinos amenazó con descubrirlas a ambas ante las autoridades si Park, que tenía entonces 13 años, no mantenía relaciones sexuales con él. Su madre intervino para protegerla al ofrecerse a sí misma al traficante. En octubre de 2007, Park se comunicó con su padre e hizo los arreglos necesarios para llevarlo a China. Una vez allí, él fue diagnosticado con un cáncer de colon inoperable.
En enero de 2008, mientras que la familia vivía en clandestinidad, el padre de Park falleció a la edad de 45 años. La familia no pudo oficiarle un entierro, temiendo que fueran descubiertos por las autoridades chinas, y enterraron sus restos en una montaña cercana. Park dijo, "No hubo funeral. Nada. Ni siquiera pude hacer eso por mi padre. No podía llamar a nadie para contarles que mi padre había fallecido."
Park y su madre encontraron un refugio cristiano dirigido por misioneros chinos y surcoreanos en la ciudad portuaria de Quingdao, China. Debido a la gran población étnica de coreanos que había en la ciudad, pudieron evadir la atención de las autoridades. Con la ayuda de los misioneros, corrieron el riesgo y volaron a Corea del Sur a través de Mongolia.

#### Mongolia
En febrero de 2009, tras recibir la ayuda de defensores de los derechos humanos y misioneros cristianos, Park y su madre viajaron a Mongolia en busca de asilo de diplomáticos coreanos, viajando a través del desierto de Gobi.
Cuando llegaron a la frontera mongola, los guardas les detuvieron y amenazaron con deportarlas a ambas de vuelta a China. Park recuerda que en ese momento ella y su madre prometieron matarlos con sus propios cuchillos. "Pensé que era mi final. Nos estábamos diciendo adiós la una a la otra." Sus acciones convencieron a los guardias para que las dejaran pasar, pero bajo custodia en un centro de detención en Ulán Bator, la capital de Mongolia. El 1 de abril de 2009, Park y su madre fueron enviadas al Aeropuerto Internacional Gengis Kan para volar a Seúl. Park se sintió aliviada de ser libre al fin; el Daily Telegraph informó, "Dios mío," pensó cuando los aduaneros mongoles le dejaron pasar. "No me han parado."

#### Corea del Sur

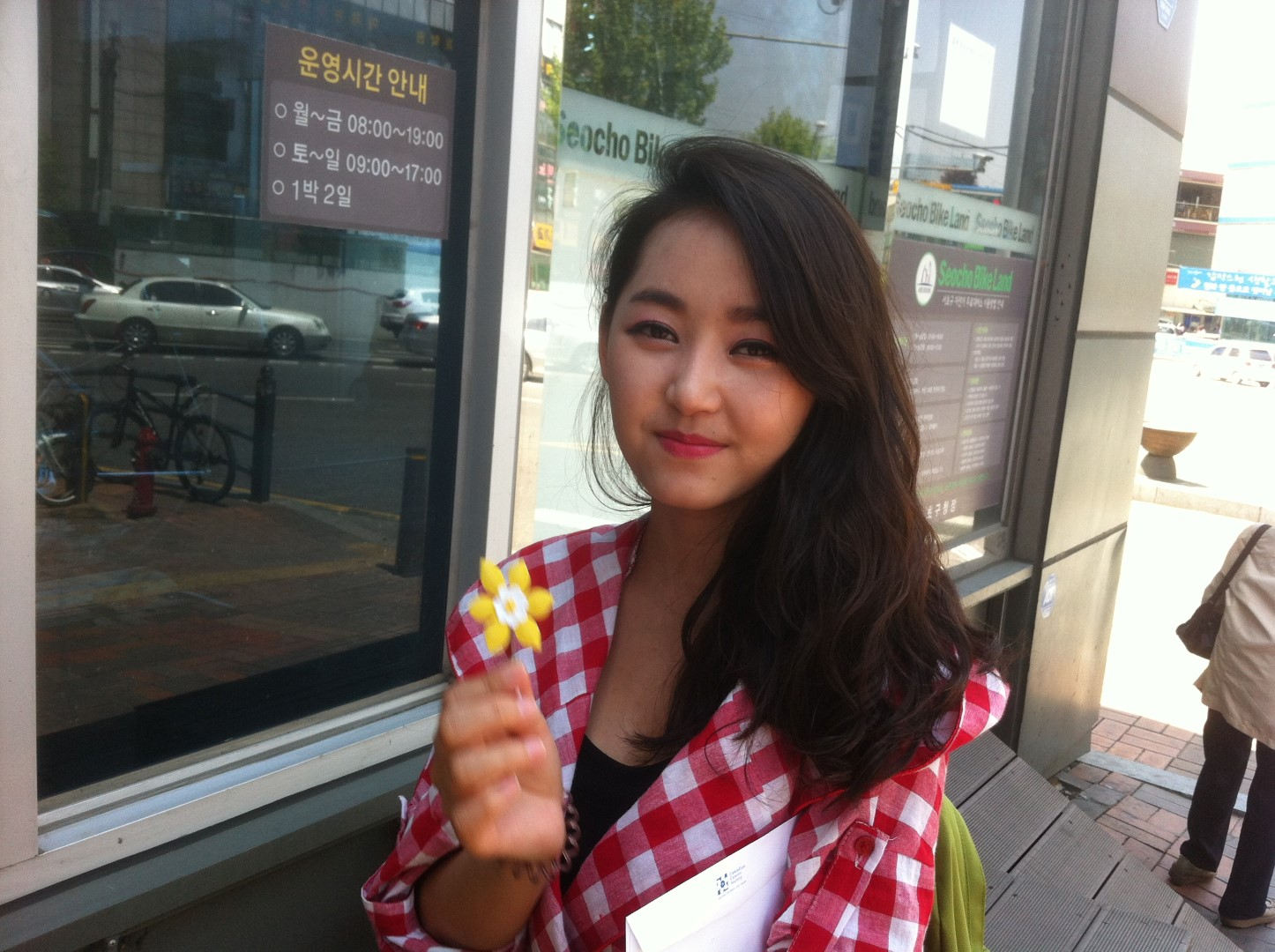
Park Yeonmi en Corea del Sur

Park y su madre tuvieron dificultades para adaptarse a su nueva vida en Corea del Sur, pero se las arreglaron para encontrar trabajo como dependientes y camareras. Park también continuó su educación en la Universidad Dongguk en Seúl. En abril de 2014, los servicios de inteligencia surcoreanos informaron a Park de que su hermana, Eunmi, había escapado de Corea del Norte a través de China y Tailandia. Park y su madre finalmente se reunieron con Eunmi.

## Activismo

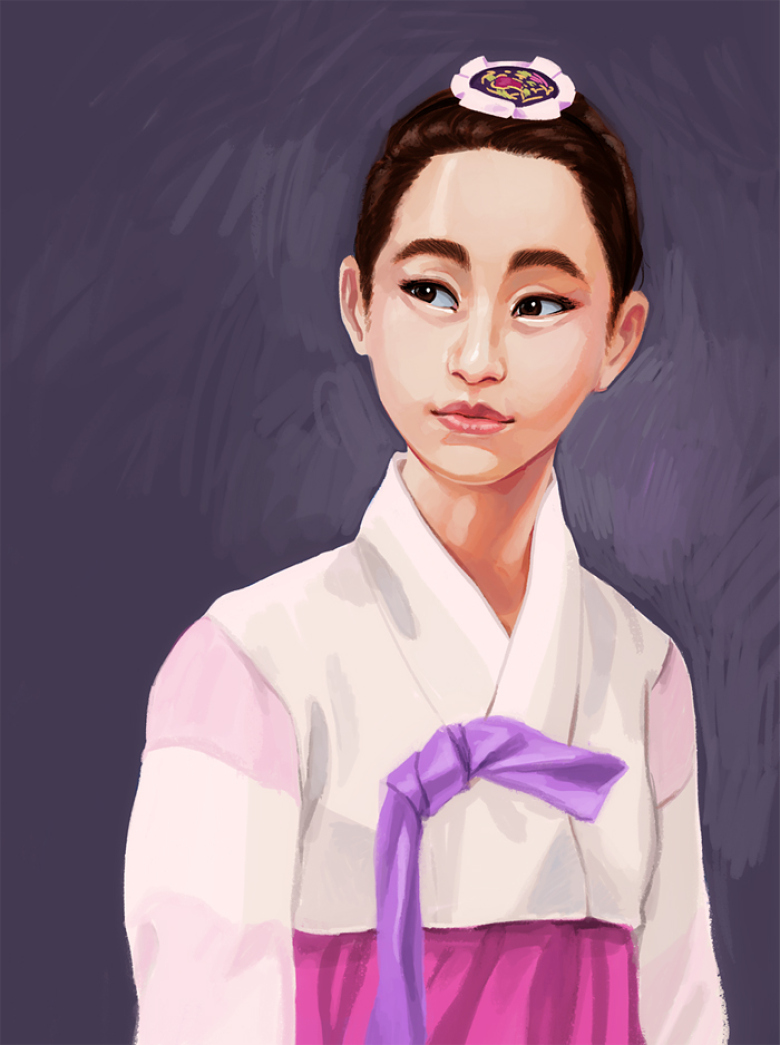
Ilustración de Yeonmi Park en la cumbre de One Young World de Dublín en 2014

Desde su huida, Park ha escrito y hablado públicamente sobre su vida en Corea del Norte, después de haber escrito para el Washington Post, y ha sido entrevistada por The Guardian. Park es voluntaria en programas activistas tales como Freedom Factory Corporation, un comité de expertos en Corea del Sur. También es miembro de LiNK (Libertad en Corea del Norte), una organización sin ánimo de lucro que rescata a los refugiados norcoreanos escondidos en China y los reubica en Corea del Sur o en Estados Unidos. Los días 12 a 15 de junio de 2014, Park asistió a la cumbre de LiNK’s en la Universidad Pepperdine en Malibú, California. Ella y los otros activistas norcoreanos, Joo Yang y Seongmin Lee, han trabajado en sesiones y laboratorios, enseñándole a los participantes las condiciones de vida de Corea del Norte y cómo LiNK puede apoyar a los refugiados. Park ha participado en la campaña de LiNK, el Jangmadang (장마당). Park también ha hablado abiertamente sobre el turismo en Corea del Norte, pues los visitantes son alentados a inclinarse ante las estatuas de Kim Jong Il y Kim Il-sung, lo que ella ve como "una ayuda a la propaganda del régimen al permitir ser retratados como si ellos también amasen y obedeciesen al líder."
Park ha contado la historia de su huida en varios eventos reconocidos como TEDx en 
Bath, en la cumbre de One Young World en Dublín, y en el Oslo Freedom Forum.
Park ha trabajado como coanfitriona de Casey Lartigue, una presentadora del programa de debate de redifusión multimedia North Korea Today. El programa aborda temas de Corea del Norte y la vida de los refugiados después de su huida. Park se ofreció como voluntaria en dicha oportunidad para hacer que el mundo sea consciente de la represión de los refugiados de Corea del Norte y cómo las personas pueden tomar medidas por su necesidad de libertad. Ellos copresentaron juntas cinco episodios del programa.

## Controversia
Se han puesto en duda algunos aspectos de la historia de Park, incluso otros desertores dudan de ciertos aspectos de su historia.
La periodista Mary Ann Jolley, que entrevistó a Park para el programa DateLine en Australia, afirma que varios aspectos de su relato no eran consistentes en entrevistas a diferentes medios de comunicación. Jolley, además, afirma que algunos de los detalles de su historia fueron objeto de duda de otros desertores norcoreanos. Algunos analistas norcoreanos también han cuestionado partes de su historia.
Park ha declarado que las inconsistencias surgen debido a su imperfecto inglés, a errores de traducción de sus declaraciones por los periodistas y al estado emocional frágil en el que se encontraba al relatar traumáticos eventos de su vida. En su autobiografía, Park admite que al inicio omitía o modificaba detalles menores de su historia para salvaguardar a su familia y amigos, pues el gobierno norcoreano vigila los movimientos de los desertores. También admite que temía ser malinterpretada y juzgada por sus experiencias. Tras abandonar Corea del Norte, ella se vio obligada a tomar decisiones de las que no se enorgullece, tales como traficar a su propia madre para que ambas pudieran sobrevivir en China.
Uno de los mayores críticos de Park, Mike Bassett, un veterano de guerra y analista sobre la situación en Corea del Norte, ha declarado en multitud de ocasiones que ella es una marioneta política de Estados Unidos-Corea del Sur para desacreditar el gobierno norcoreano, crear una guerra de propaganda para alguna guerra futura con este país y crear una visión sensacionalista de este país. Comparado su historia con Testimonio de Nayirah, el cual fue creado por la organización Ciudadanos por una Kuwait Libre para justificar la intervención Estadounidense en la Guerra del Golfo. También este ha criticado a Casey Lartigue por su colaboración con Park.
Según el medio de comunicación conservador Campus Reform, en 2023 estudiantes de la Universidad de Siracusa derribaron carteles que anunciaban un discurso de Park y utilizaron plataformas en línea para acusarla de mentir. Apareció en un podcast de febrero de 2023 de la presentadora de Fox News, Megyn Kelly, quien reconoció que muchos aspectos de las historias de Park habían cambiado, antes de decirle a su audiencia que había verificado las historias de Park sobre Corea. Ese mismo mes, apareció en el programa del comediante Andrew Schulz.

## Posiciones políticas
Sus opiniones políticas han sido caracterizadas como "conservadoras estadounidenses" y ha criticado los conceptos de corrección política y cultura woke en los Estados Unidos, estableciendo paralelismos entre la corrección política en los Estados Unidos y Corea del Norte.

### Corea del Norte
Park cree que hay posibilidades positivas y negativas para que Corea del Norte sea reunificada con Corea del Sur. Cree que no hay ni norteños ni sureños en Corea, sino simplemente coreanos.
Park cree que el cambio podría producirse en Corea del Norte siempre que ella y el resto de desertores norcoreanos continúen defendiendo los derechos humanos en Corea del Norte. De acuerdo con el National Review, Park da por hecho que, "el régimen puede ajustarse, al igual que los comunistas chinos y los vietnamitas comunistas lo han hecho. Eso permitiría a los comunistas de Corea del Norte esperar durante incalculables años más," por tanto, los Kims podría concentrarse en su gente, y entonces serían capaces de ser más abiertos al mundo. Mientras el Jangmadang permanezca activo, más norcoreanos serían capaces de exponerse al mundo exterior, y cuestionarse su sentido de la vida.
Park considera que Kim Jong-un es un líder cruel por continuar abusando de su propio pueblo. Park compara a Kim Jong-un con una descripción de Al Jazeera, definiéndolo como "un criminal por haber matado a 80 personas en un día por ver una película o leer una Biblia. Este joven es muy cruel. Ordenó que las personas que intentasen escapar debían ser disparadas." Según el Telegraph, Park cree que él debe ser castigado no solo por oprimirlos, sino por jugar con su propio pueblo.

### Minorías
En cuestiones sociales, Park está en contra del reconocimiento de las personas transgénero y escribió en su segundo libro que cree que la Universidad de Columbia le lavó el cerebro a uno de sus compañeros de clase haciéndole creer que no eran binarios. También se opone a que los atletas afroamericanos tomen el rodilla en protesta por el racismo. Park cree que Estados Unidos es un "país tolerante"; criticó a la atleta afroamericana de atletismo Gwen Berry por alejarse del himno nacional en las pruebas de atletismo olímpicas de Estados Unidos para los Juegos Olímpicos de Tokio 2020 en protesta por las injusticias raciales y sociales.
Durante una entrevista de 2021 con Joe Rogan, Park afirmó que en agosto de 2020, durante las protestas de George Floyd en Chicago, ella y su hijo fueron atacados y robados por tres mujeres afroamericanas. Park afirmó que cuando intentó llamar a la policía después del robo, una multitud de aproximadamente 20 transeúntes blancos "la acusaron de ser racista". Park citó el incidente como un catalizador para que ella "hablara" y se convirtiera en "el enemigo de los woke". Durante la misma entrevista con Rogan, Park relata el evento y afirma: "Hay tanto crimen en Chicago, no van a procesar a alguien que roba. Y fue entonces cuando pensé: 'Este país esta perdido'". El relato de Park sobre los acontecimientos del robo difiere de una declaración publicada por el Departamento de Policía de Chicago, que afirma que Park había sido asaltada por dos personas, un hombre y una mujer, y que la sospechosa se había declarado culpable de un delito y fue sentenciada a prisión. Más tarde, Park reconoció la acusación en su libro While Time Remains.

### Israel y Palestina
Durante la Guerra Israel-Gaza de 2023, Park defendió a Israel comparando su bombardeo de Gaza con el bombardeo estadounidense de Japón y Alemania durante la Segunda Guerra Mundial, y le dijo a la audiencia que "... la libertad tiene un precio".

## Publicaciones
- Park, Yeonmi; Vollers, Maryanne (29 de septiembre de 2015). In Order to Live: A North Korean Girl's Journey to Freedom. Nueva York: Penguin Press. ISBN 978-0-698-40936-1. OCLC 921419691.